# 黄冢镇
黄冢镇，原为黄冢乡，是中华人民共和国河南省商丘市虞城县下辖的一个乡镇级行政单位。2025年2月26日撤乡设镇。

## 行政区划
黄冢镇下辖以下地区：
西街村、黄冢村、老赵楼村、大李庄村、王寨村、徐楼村、韩楼村、孔庄村、盈庄村、乔集村、秦楼村、刘庄村、焦楼村、朱楼村、王老家村、徐庄村、梁老家村、彭窑村、王楼村、陈王庄村、王堂村、小赵楼村、付大庄村和郭楼村。